# Hôtel Gigault de La Salle
El hôtel Gigault de La Salle (también conocido como hôtel André-d'Arbelles o hôtel Biliotti) es un hôtel particulier de finales del XVII ubicado en el número 10 de la Place des Victoires, en el lado noroeste de la plaza, entre los hoteles Pellé de Montaleau y Cornette en el 2 distrito de París, Francia Fue clasificado como monumento histórico en 1962.